# X Indi
X Indi är en pulserande variabel av Mira Ceti-typ (M) i stjärnbilden Indianen. 
Stjärnan har en visuell magnitud som varierar mellan +7,6 och 13,5 med en period av 223 dygn.